# Burg Otzing
Die Burg Otzing ist eine abgegangene mittelalterliche Wasserburg vom Typus einer Turmhügelburg (Motte) in der Gemarkung Otzing der Gemeinde Otzing im Landkreis Deggendorf in Bayern. Sie befindet sich 130 m südlich der Pfarrkirche St. Laurentius am Rand einer Niederung des Reißbacher Baches. Die Anlage wird als Bodendenkmal unter der Aktennummer D-2-7242-0354 im Bayernatlas als „untertägige mittelalterliche und frühneuzeitliche Befunde im Bereich der ehem. Wasserburg von Otzing mit durch Gräben befestigtem, rechteckigen Vorburgareal“ geführt.
Im Urkataster von Bayern wird hier um 1830 noch eine kreisrunde Weiheranlage von 26 m im Durchmesser mit einem Ringgraben von 5 m Breite ausgewiesen. Von der ehemaligen Mottenanlage ist nichts erhalten.